# Buffalo Bills 1970
La stagione 1970 dei Buffalo Bills è stata la prima della franchigia nella National Football League, l'11ª complessiva. Sotto la direzione del capo-allenatore al secondo anno John Rauch la squadra ebbe un record di 3-10-1, classificandosi quarta nella AFC East Division. 

## Roster
| Roster dei Buffalo Bills nel 1970 |
| --- |
| Quarterback - 10 Dan Darragh - 12 James Harris - 16 Dennis Shaw Running Back - 41 Bill Enyart - 36 Greg Jones - 33 Lloyd Pate - 30 Wayne Patrick - 32 O.J. Simpson Wide Receiver - 45 Glenn Alexander - 86 Marlin Briscoe - 26 Clyde Glosson - 28 Ike Hill - 25 Haven Moses Tight End - 84 Austin Denney - 85 Willie Grate Offensive Linemen - 74 Levert Carr T - 73 Richard Cheek G - 79 Paul Costa T - 62 Dick Cunningham T - 53 Wayne Fowler C - 54 Howard Kindig T - 75 Art Laster T - 57 Frank Marchlewski C - 67 Joe O'Donnell G - 61 Jim Reilly G Defensive Linemen - 82 Al Cowlings DE - 78 Jim Dunaway DT - 65 Waddey Harvey DT - 76 Mike McBath DE - 72 Ron McDole DE - 88 Julian Nunamaker DE - 71 Bob Tatarek DT Linebacker - 56 Al Andrews - 52 Edgar Chandler - 51 Jerald Collins - 59 Paul Guidry - 64 Mike McCaffrey - 58 Mike Stratton Defensive Back - 21 Jackie Allen FS - 42 Butch Byrd CB - 20 Robert James CB - 27 Tommy Pharr CB - 48 John Pitts SS - 47 Pete Richardson FS Special Team - 7 Grant Guthrie K - 55 Paul Maguire P |
| Legenda - I rookie sono in corsivo. - Il primo ruolo è il principale mentre gli eventuali successivi indicano i ruoli secondari. - (IR) sta per Injured Reserve ed indica la lista ristretta per un solo giocatore infortunato che può tornare ad allenarsi dopo la settimana 6 e a rientrare in prima squadra dopo che questa ha giocato 8 partite. - (NF-Inj.) / (NF-Ill.) stanno rispettivamente per Non-Football Injured e Non-Football Illness ed indicano le liste dove viene inserito un giocatore che ha un infortunio o una malattia non dipendente dal football americano. - (PUP) sta per Physically Unable to Perform ed indica la lista dove viene inserito un giocatore mentre è in attesa di recuperare la condizione fisica. Nella stagione regolare dopo la sesta partita giocata dalla propria squadra, il giocatore ha tempo tre settimane per riprendere ad allenarsi, più tre settimane aggiuntive dal suo rientro agli allenamenti per rientrare in prima squadra.                                                                |

## Calendario
| Stagione regolare |                   |                        |           |          |
| Turno             | Data              | Avversario             | Risultato | Pubblico |
| 1                 | 20 settembre 1970 | Denver Broncos         | S 25–10   | 34,882   |
| 2                 | 27 settembre 1970 | Los Angeles Rams       | S 19–0    | 46,206   |
| 3                 | 4 ottobre 1970    | New York Jets          | V 34–31   | 46,206   |
| 4                 | 11 ottobre 1970   | at Pittsburgh Steelers | S 23–10   | 42,140   |
| 5                 | 18 ottobre 1970   | Miami Dolphins         | S 33–14   | 41,312   |
| 6                 | 25 ottobre 1970   | at New York Jets       | V 10–6    | 62,712   |
| 7                 | 1º novembre 1970  | at Boston Patriots     | V 45–10   | 31,148   |
| 8                 | 8 novembre 1970   | Cincinnati Bengals     | S 43–14   | 43,587   |
| 9                 | 15 novembre 1970  | at Baltimore Colts     | P 17–17   | 60,240   |
| 10                | 22 novembre 1970  | at Chicago Bears       | S 31–13   | 41,015   |
| 11                | 29 novembre 1970  | Boston Patriots        | S 14–10   | 31,427   |
| 12                | 6 dicembre 1970   | at New York Giants     | S 20–6    | 62,870   |
| 13                | 13 dicembre 1970  | Baltimore Colts        | S 20–14   | 34,346   |
| 14                | 20 dicembre 1970  | at Miami Dolphins      | S 45–7    | 70,990   |

## Classifiche
| AFC East        |    |    |   |      |       |       |     |     |     |
|                 | V  | S  | P | %    | DIV   | CONF  | PF  | PS  | STR |
| Baltimore Colts | 11 | 2  | 1 | .846 | 6–1–1 | 8–2–1 | 321 | 234 | V4  |
| Miami Dolphins  | 10 | 4  | 0 | .714 | 6–2   | 8–3   | 297 | 228 | V6  |
| New York Jets   | 4  | 10 | 0 | .286 | 2–6   | 2–9   | 255 | 286 | S3  |
| Buffalo Bills   | 3  | 10 | 1 | .231 | 3–4–1 | 3–7–1 | 204 | 337 | S5  |
| Boston Patriots | 2  | 12 | 0 | .143 | 2–6   | 2–9   | 149 | 361 | S3  |

Nota: I pareggi non venivano conteggiati ai fini della classifica fino al 1972.

## Premi
- Dennis Shaw:

rookie offensivo dell'anno